# Красноярське сільське поселення (Кривошиїнський район)
Красноя́рське сільське поселення (рос. Красноярское сельское поселение) — сільське поселення у складі Кривошиїнського району Томської області Росії.
Адміністративний центр та єдиний населений пункт — село Красний Яр.
Населення сільського поселення становить 1998 осіб (2019; 2474 у 2010, 3119 у 2002).